# Iúri Leitão
Iúri Gabriel Dantas Leitão (Viana do Castelo, 3 de julio de 1998) es un deportista portugués que compite en ciclismo en las modalidades de pista y ruta.
Participó en los Juegos Olímpicos de París 2024, obteniendo dos medallas, oro en la prueba de madison (junto con Rui Oliveira) y plata en ómnium.
Ganó dos medallas en el Campeonato Mundial de Ciclismo en Pista, en los años 2021 y 2023, y nueve medallas en el Campeonato Europeo de Ciclismo en Pista entre los años 2020 y 2025.

## Medallero internacional
| Juegos Olímpicos   | Juegos Olímpicos         | Juegos Olímpicos  | Juegos Olímpicos |
| Año                | Lugar                    | Medalla           | Competición      |
| ------------------ | ------------------------ | ----------------- | ---------------- |
| 2024               | París (Francia)          | Medalla de oro    | Madison          |
| 2024               | París (Francia)          | Medalla de plata  | Ómnium           |
| Campeonato Mundial |                          |                   |                  |
| Año                | Lugar                    | Medalla           | Competición      |
| 2021               | Roubaix (Francia)        | Medalla de plata  | Eliminación      |
| 2023               | Glasgow (Reino Unido)    | Medalla de oro    | Ómnium           |
| Campeonato Europeo |                          |                   |                  |
| Año                | Lugar                    | Medalla           | Competición      |
| 2020               | Plovdiv (Bulgaria)       | Medalla de oro    | Scratch          |
| 2020               | Plovdiv (Bulgaria)       | Medalla de plata  | Eliminación      |
| 2020               | Plovdiv (Bulgaria)       | Medalla de bronce | Ómnium           |
| 2021               | Grenchen (Suiza)         | Medalla de plata  | Puntuación       |
| 2021               | Grenchen (Suiza)         | Medalla de bronce | Madison          |
| 2022               | Múnich (Alemania)        | Medalla de oro    | Scratch          |
| 2024               | Apeldoorn (Países Bajos) | Medalla de oro    | Scratch          |
| 2025               | Heusden-Zolder (Bélgica) | Medalla de oro    | Puntuación       |
| 2025               | Heusden-Zolder (Bélgica) | Medalla de oro    | Scratch          |

## Palmarés
2021
- 2 etapas de la Vuelta al Alentejo

2022
- 1 etapa de la Ronde de l'Oise

2023
- Tour de Grecia, más 1 etapa
- 2 etapas del Gran Premio de Fronteras y la Sierra de la Estrella
- 1 etapa de la CRO Race

2024
- 1 etapa de la Vuelta al Alentejo
- 1 etapa del Gran Premio de Fronteras y la Sierra de la Estrella
- 1 etapa del Tour de Grecia

2025
- Trofeo Palma

## Equipos
- Tavfer-Measindot-Mortágua (2021)
- Caja Rural-Seguros RGA (2022-)